# Montferrand-la-Fare
 Montferrand-la-Fare  es una población y comuna francesa, en la región de Ródano-Alpes, departamento de Drôme, en el distrito de Nyons y cantón de Rémuzat.

## Demografía
| 41 | 43 | 46 | 35 | 32 | 46 |
| Para los censos de 1962 a 1999 la población legal corresponde a la población sin duplicidades (Fuente: INSEE [Consultar]) |    |    |    |    |    |